# P'tits Génies 2
Série
P'tits Génies
(1999)
Pour plus de détails, voir Fiche technique et Distribution.
P'tits Génies 2 (Superbabies: Baby Geniuses 2) est un film américain réalisé par Bob Clark, sorti en 2004. Il s'agit de la suite de P'tits Génies. C'est le dernier film réalisé par Bob Clark avant son décès en 2007.

## Synopsis
Quatre bébé peuvent communiquer par le "parler bébé", et ont connaissance de grands secrets. Les "bébés génies" se retrouvent impliqués dans le plan d'un magnat de la presse Bill Biscane (Jon Voight), connu pour enlever des enfants, qui veut utiliser un système satellite pour laver le cerveau de la population mondiale et les forcer à regarder la télévision pour le restant de leur vie.

## Fiche technique
- Titre original : Superbabies: Baby Geniuses 2
- Titre français : P'tits Génies 2
- Réalisation : Bob Clark
- Scénario : Gregory Poppen et Steven Paul
- Musique : Paul Zaza et Helmut Zerlett
- Production : Eric M. Breiman, Jan Fantl, Reinhild Gräber, Frank Hübner, David Marlow, Rosanne Milliken et Steven Paul
- Pays d'origine :  États-Unis
- Format : Couleurs
- Genre : Comédie
- Durée : 88 minutes
- Date de sortie : 27 août 2004

## Distribution
- Jon Voight (VF : Patrick Floersheim) : Bill Biscane / Kane
- Scott Baio (VF : Constantin Pappas) : Stan Bobbins
- Vanessa Angel : Jean Bobbins
- Skyler Shaye (VF : Barbara Tissier) : Kylie
- Justin Chatwin : Zack
- Peter Wingfield : Crowe
- Shaun Sipos : Brandon
- Jessica Amlee : Little Greta
- Thomas Kretschmann : Roscoe
- Whoopi Goldberg (VF : Marie-Christine Darah) : Elle-même
- David Kaye : Kahuna (voix)

## Réception
Le film a été extrêmement mal reçu par la critique et a obtenu un score de 0% sur Rotten Tomatoes. Le film a été un échec commercial, ne récupérant que 9 millions sur ses 20 millions de budget. Tom Long de The Deseret News dit : « C'est peut-être le film comique le plus incompétent et le moins drôle jamais fait. » MaryAnn Johanson de Flick Philosopher dit dans sa critique : « Qualifier ce film incommensurablement mauvais "stupide et incohérent" serait insulter les films stupides et incohérents. » Eric D. Snider écrit : « Superbabies ne pourrait être pire que s'il avait été écrit et produit par des bébés, je dirais même des bébés attardés et qui détestent les films. » et Nathan Rabin pour The A.V. Club le décrit comme « la suite la plus perversement inutile de ses dernières années. » Rotten Tomatoes l'a classé 6e des 100 pires films critiqués des années 2000. Il a été nommé à quatre Raspberry Awards dont ceux du Pire film, Pire réalisateur (Bob Clark), Pire acteur dans un second rôle (Jon Voight) et Pire scénario (Steven Paul (histoire) et Gregory Poppen). Eric Henderson de Slant Magazine écrit que « Superbabies: Baby Geniuses 2 a eu la rare distinction de détrôner temporairement l'indéboulonnable Manos: The Hands of Fate — le film que MST3K a à lui seul popularisé comme le "pire film de tous les temps officiel" — du sommet de la liste des 100 pires films d'IMDb. » et David Cornelius de efilmcritic s'interroge : « Pourquoi quelqu'un voudrait faire une suite d'un film universellement considéré comme un des pires jamais faits est un mystère pour les siècles à venir. »